# 克里斯蒂安娜·克劳泽
克里斯蒂安娜·克劳泽（德語：Christiane Krause，1950年12月14日—），德国女子田径运动员，主攻短跑。她曾代表西德参加1972年夏季奥林匹克运动会田径比赛，获得女子4×100米接力金牌。